# Травяная (река, впадает в Кереть)
Травяная — река в России, протекает по территории Кестеньгского сельского поселения Лоухского района Республики Карелии. Длина реки — 16 км.
Река берёт начало из озера Травяного на высоте 125,7 м над уровнем моря.
Течёт преимущественно в восточном направлении по заболоченной местности.
Река в общей сложности имеет семь малых притоков суммарной длиной 12 км.
Впадает на высоте 88,6 м над уровнем моря в озеро Кереть, из которого берёт начало река Кереть, впадающая в Белое море.
Населённые пункты на реке отсутствуют.
Код объекта в государственном водном реестре — 02020000712102000001660.